# Dubai Tennis Championships 1999 - Qualificazioni singolare
Le qualificazioni del singolare  del Dubai Tennis Championships 1999 sono state un torneo di tennis preliminare per accedere alla fase finale della manifestazione. I vincitori dell'ultimo turno sono entrati di diritto nel tabellone principale. In caso di ritiro di uno o più giocatori aventi diritto a questi sono subentrati i lucky loser, ossia i giocatori che hanno perso nell'ultimo turno ma che avevano una classifica più alta rispetto agli altri partecipanti che avevano comunque perso nel turno finale.
Le qualificazioni del torneo Dubai Tennis Championships 1999 prevedevano 32 partecipanti di cui 4 sono entrati nel tabellone principale.

## Teste di serie
1. Magnus Norman (Qualificato)
2. Wayne Black (Qualificato)
3. Oliver Gross (primo turno)
4. Alberto Martín (ultimo turno)

1. Johan Van Herck (Qualificato)
2. Markus Hipfl (primo turno)
3. David Nainkin (primo turno)
4. Renzo Furlan (primo turno)

## Qualificati
1. Magnus Norman
2. Wayne Black

1. Johan Van Herck
2. Stéphane Huet

## Tabellone

### Legenda
| - Q = Qualificato - WC = Wild card - LL = Lucky loser | - ALT = Alternate - SE = Special Exempt - PR = Protected Ranking | - w/o = Walkover - r = Ritirato - d = Squalificato |

### Sezione 1
|  | Primo turno    | Primo turno           | Primo turno           | Primo turno | Primo turno |  |  | Secondo turno         | Secondo turno         | Secondo turno         | Secondo turno | Secondo turno |   |   | Ultimo turno | Ultimo turno  | Ultimo turno  | Ultimo turno | Ultimo turno |  |
|  |                |                       |                       |             |             |  |  |                       |                       |                       |               |               |   |   |              |               |               |              |              |  |
|  | 1              | Magnus Norman         | Magnus Norman         | 6           | 6           |  |  |                       |                       |                       |               |               |   |   |              |               |               |              |              |  |
|  |                | Francisco Roig        | Francisco Roig        | 1           | 3           |  |  | 1                     | Magnus Norman         | Magnus Norman         | 6             | 6             |   |   |              |               |               |              |              |  |
|  | Roman Smotlak  | Roman Smotlak         | 4                     | 6           | 6           |  |  |                       | Roman Smotlak         | Roman Smotlak         | 1             | 4             |   |   |              |               |               |              |              |  |
|  | Neville Godwin | Neville Godwin        | 6                     | 4           | 1           |  |  |                       |                       |                       |               |               |   |   | 1            | Magnus Norman | Magnus Norman | 6            | 6            |  |
|  | Sandon Stolle  | Sandon Stolle         | Sandon Stolle         | 6           | 6           |  |  |                       |                       |                       | Sandon Stolle | Sandon Stolle | 4 | 3 |              |               |               |              |              |  |
|  | Andrew Florent | Andrew Florent        | Andrew Florent        | 0           | 2           |  |  | Sandon Stolle         | Sandon Stolle         | Sandon Stolle         | 6             | 6             |   |   |              |               |               |              |              |  |
|  |                | Christophe Van Garsse | Christophe Van Garsse | 6           | 6           |  |  | Christophe Van Garsse | Christophe Van Garsse | Christophe Van Garsse | 3             | 2             |   |   |              |               |               |              |              |  |
|  | 7              | David Nainkin         | David Nainkin         | 3           | 4           |  |  |                       |                       |                       |               |               |   |   |              |               |               |              |              |  |

### Sezione 2
|  | Primo turno   | Primo turno   | Primo turno   | Primo turno | Primo turno |  |  | Secondo turno | Secondo turno | Secondo turno | Secondo turno | Secondo turno |   |   | Ultimo turno | Ultimo turno | Ultimo turno | Ultimo turno | Ultimo turno |  |
|  |               |               |               |             |             |  |  |               |               |               |               |               |   |   |              |              |              |              |              |  |
|  | 2             | Wayne Black   | 4             | 6           | 6           |  |  |               |               |               |               |               |   |   |              |              |              |              |              |  |
|  |               | Joshua Eagle  | 6             | 4           | 2           |  |  | 2             | Wayne Black   | Wayne Black   | 6             | 6             |   |   |              |              |              |              |              |  |
|  | Tomáš Catar   | Tomáš Catar   | 6             | 7           | 6           |  |  |               | Tomáš Catar   | Tomáš Catar   | 2             | 4             |   |   |              |              |              |              |              |  |
|  | Piet Norval   | Piet Norval   | 7             | 5           | 2           |  |  |               |               |               |               |               |   |   | 2            | Wayne Black  | 7            | 1            | 7            |  |
|  | Wayne Arthurs | Wayne Arthurs | Wayne Arthurs | 7           | 6           |  |  |               |               |               | Radomír Vašek | 6             | 6 | 6 |              |              |              |              |              |  |
|  | Rogier Wassen | Rogier Wassen | Rogier Wassen | 6           | 4           |  |  | Wayne Arthurs | Wayne Arthurs | Wayne Arthurs | 4             | 6             |   |   |              |              |              |              |              |  |
|  |               | Radomír Vašek | 7             | 1           | 6           |  |  | Radomír Vašek | Radomír Vašek | Radomír Vašek | 6             | 7             |   |   |              |              |              |              |              |  |
|  | 8             | Renzo Furlan  | 6             | 6           | 4           |  |  |               |               |               |               |               |   |   |              |              |              |              |              |  |

### Sezione 3
|  | Primo turno   | Primo turno     | Primo turno     | Primo turno | Primo turno |  |  | Secondo turno | Secondo turno   | Secondo turno   | Secondo turno   | Secondo turno |   |   | Ultimo turno | Ultimo turno  | Ultimo turno | Ultimo turno | Ultimo turno |  |
|  |               |                 |                 |             |             |  |  |               |                 |                 |                 |               |   |   |              |               |              |              |              |  |
|  |               | Sander Groen    | Sander Groen    | 7           | 6           |  |  |               |                 |                 |                 |               |   |   |              |               |              |              |              |  |
|  | 3             | Oliver Gross    | Oliver Gross    | 5           | 1           |  |  | Sander Groen  | Sander Groen    | 7               | 1               | 6             |   |   |              |               |              |              |              |  |
|  | Martin Spottl | Martin Spottl   | Martin Spottl   | 6           | 6           |  |  | Martin Spottl | Martin Spottl   | 5               | 6               | 7             |   |   |              |               |              |              |              |  |
|  | Lars Jonsson  | Lars Jonsson    | Lars Jonsson    | 3           | 3           |  |  |               |                 |                 |                 |               |   |   |              | Martin Spottl | 7            | 4            | 3            |  |
|  | Gerald Mandl  | Gerald Mandl    | Gerald Mandl    | 6           | 7           |  |  |               |                 | 5               | Johan Van Herck | 6             | 6 | 6 |              |               |              |              |              |  |
|  | Amro Ghoneim  | Amro Ghoneim    | Amro Ghoneim    | 2           | 5           |  |  |               | Gerald Mandl    | Gerald Mandl    | 3               | 3             |   |   |              |               |              |              |              |  |
|  | 5             | Johan Van Herck | Johan Van Herck | 6           | 7           |  |  | 5             | Johan Van Herck | Johan Van Herck | 6               | 6             |   |   |              |               |              |              |              |  |
|  |               | Lars Rehmann    | Lars Rehmann    | 2           | 6           |  |  |               |                 |                 |                 |               |   |   |              |               |              |              |              |  |

### Sezione 4
|  | Primo turno      | Primo turno      | Primo turno      | Primo turno | Primo turno |  |  | Secondo turno  | Secondo turno  | Secondo turno  | Secondo turno | Secondo turno |   |   | Ultimo turno | Ultimo turno   | Ultimo turno   | Ultimo turno | Ultimo turno |  |
|  |                  |                  |                  |             |             |  |  |                |                |                |               |               |   |   |              |                |                |              |              |  |
|  | 4                | Alberto Martín   | 6                | 6           | 6           |  |  |                |                |                |               |               |   |   |              |                |                |              |              |  |
|  |                  | Michael Tebbutt  | 7                | 3           | 2           |  |  | 4              | Alberto Martín | Alberto Martín | 6             | 6             |   |   |              |                |                |              |              |  |
|  | Chris Haggard    | Chris Haggard    | 4                | 6           | 7           |  |  |                | Chris Haggard  | Chris Haggard  | 4             | 3             |   |   |              |                |                |              |              |  |
|  | Nicklas Kulti    | Nicklas Kulti    | 6                | 4           | 6           |  |  |                |                |                |               |               |   |   | 4            | Alberto Martín | Alberto Martín | 3            | 5            |  |
|  | Stéphane Huet    | Stéphane Huet    | Stéphane Huet    | 7           | 6           |  |  |                |                |                | Stéphane Huet | Stéphane Huet | 6 | 7 |              |                |                |              |              |  |
|  | Olivier Delaître | Olivier Delaître | Olivier Delaître | 6           | 3           |  |  | Stéphane Huet  | Stéphane Huet  | 6              | 6             | 7             |   |   |              |                |                |              |              |  |
|  |                  | Javier Sánchez   | Javier Sánchez   | 7           | 6           |  |  | Javier Sánchez | Javier Sánchez | 3              | 7             | 5             |   |   |              |                |                |              |              |  |
|  | 6                | Markus Hipfl     | Markus Hipfl     | 6           | 3           |  |  |                |                |                |               |               |   |   |              |                |                |              |              |  |